# Estação Viau
A Estação Viau é uma das estações do Metrô de Montreal, situada em Montreal, entre a Estação Pie-IX e a Estação Assomption. Faz parte da Linha Verde.
Foi inaugurada em 06 de junho de 1976. Localiza-se na Avenida Pierre-de-Coubertin. Atende o distrito de Mercier–Hochelaga-Maisonneuve.